# La Guéroulde
La Guéroulde és un municipi francès situat al departament de l'Eure i a la regió de Normandia. L'any 2018 tenia 792 habitants.

## Demografia
El 2007 la població de fet era de 732 persones. Hi havia 284 famílies, de les quals 72 eren unipersonals (36 homes vivint sols i 36 dones vivint soles), 88 parelles sense fills, 92 parelles amb fills i 32 famílies monoparentals amb fills.
El 2007 hi havia 356 habitatges, 297 eren l'habitatge principal, 42 segones residències i 17 estaven desocupats.

## Economia
El 2007 la població en edat de treballar era de 480 persones, 362 eren actives i 118 eren inactives. De les 362 persones actives 320 estaven ocupades (175 homes i 145 dones) i 42 estaven aturades (22 homes i 20 dones). De les 118 persones inactives 48 estaven jubilades, 30 estaven estudiant i 40 estaven classificades com a «altres inactius».
Dels 21 establiments que hi havia el 2007, hi havia entre d'altres dues empreses de fabricació d'altres productes industrials, set empreses de construcció, cinc de comerç i reparació d'automòbils, una empresa d'hostatgeria i restauració, tre empreses de serveis i una llibreria
L'any 2000 hi havia 11 explotacions agrícoles. El 2009 hi havia una escola elemental integrada dins d'un grup escolar amb les comunes properes en que es diu una escola dispersa.